# Episodi de Il lungo viaggio di Porfi
La serie animata Il lungo viaggio di Porfi è stata prodotta nel 2008 dalla Nippon Animation in 52 episodi e fa parte del progetto World Masterpiece Theater (Sekai Meisaku Gekijo). Gli episodi non sono mai stati trasmessi in Italia integralmente, ma hanno subito pesanti censure, che nella prima trasmissione del 2010 su Hiro hanno comportato tra l'altro l'eliminazione dell'episodio 28 Rhapsodia siciliana (シシリアン・ラプソディ?, Shishirian・Rapusodi), che non è andato in onda come puntata a sé stante, ma che ha avuto alcune sue scene integrate nell'episodio precedente Il fidanzamento (あなたに届けたい?, Anata ni todoke tai).